# Melanie Miric
Melanie Miric (* 11. Dezember 1990 in Radolfzell am Bodensee) ist eine deutsche Schlagersängerin.

## Musikalischer Werdegang
Nachdem Stefan Mross Melanie Miric im Jahr 2006 auf einer Auswärtsaktion der ARD-Sendung Immer wieder sonntags in ihrer Heimatstadt Singen kennengelernt hatte, wurde sie im Jahr 2008 im Publikum, der Fernsehsendung Immer wieder sonntags, sitzend von diesem überrascht. Anschließend gab er ihr die Aufgabe, innerhalb einer Stunde, ihren ersten Fernsehauftritt zu planen und im Anschluss in seiner Sendung aufzutreten. Es folgte eine Zusammenarbeit zwischen Melanie Miric, ihrem Entdecker Stefan Mross und dem Künstler- und Konzertmanager Georg Preisinger, die ihre erste Single Windstärke 12 im Jahr 2010 hervorbrachte. Diese entwickelte sich in Deutschland, Österreich und der Schweiz zu einem Radiohit und hielt sich dort über mehrere Wochen auf den vordersten Plätzen (Platz 1 in den konservativen Airplaycharts in Österreich, Platz 6 in den konservativen Airplaycharts in Deutschland).
Im Jahr 2011 schrieb Melanie Miric dem Produzenten Eugen Römer, eine E-Mail und hängte zwei mp3-Files ihrer Musik an. Daraufhin erschien am 24. August 2012 ihr Debütalbum Ungezähmt bei der Plattenfirma Sony Music/Ariola. Das erste Album erreichte Platz 38 der Albumcharts in Deutschland, Platz 41 in den österreichischen Charts und Platz 2 der Newcomer-Charts.Alle zwölf Titel wurden von Eugen Römer komponiert, getextet und produziert. Den Text zu Es war Frühling in Paris schrieben Melanie Miric und Eugen Römer gemeinsam. 
Ende 2012 erhielt Melanie Miric den Smago-Award als Durchstarterin des Jahres 2012.
Anfang 2013 beendeten Melanie Miric und Eugen Römer die Zusammenarbeit.

## Diskografie
Album
- Ungezähmt (2012)

Radio-Single
- Windstärke 12 (2010)
- Wie viel Fantasie hat die Nacht (2012)
- Ich warte auf den Moment, den man die große Liebe nennt (2012)
- Ich vermiss dich (sag mir wo die Träume sind) (2012)
- Ich glaub dir heute jede Lüge (2013)